# Джунгария
Джунгария (Джунгарска равнина) (от на монголски: Зүүнгар — «лява ръка»; на казахски: Жоңғария; на киргизки: Жуңгарстан; на китайски: 準噶爾 (Zhǔngáěr); на уйгурски Җуңғар ойманлиғи / جۇڭغار ئويمانلىغى) е историко-географска област в Северозападен Китай, в Синдзян-уйгурски автономен регион и частично в Казахстан и Монголия. Площ около 700 хил. km². Представлява обширна равнина, простираща се между хребетите на Тяншан на юг, планините Монголски Алтай на североизток, Алтай на север, Саур, Тарбагатай, Уркашар, Джаир, Майли и Джунгарски Алатау на северозапад и запад. Средната височина на тези околни планини е около 3000 m, а на равнината – 600 – 800 m.

## Географска характеристика

### Релеф, геоложки строеж
Формирането на Джунгарската равнина е свързано с младите потъвания и е съпроводено с наслагването на акумулативни седименти. Изградена е от мощни пластове от древни и нови рохкави наслаги с големи запаси от нефт. Повърхността ѝ е усложнена от ниски планински ридове и хълмове. Свързаният с околните планини предпланински наносен шлейф е предимно каменист и на места лишен от растителност. По-надолу, върху суглинни повърхности с плитко залягащи грунтови води има ивици от оазиси, сменящи се със солончаци. Големи участъци от централните части на планината са заети от пустини (Дзосотин Елисун, Курбантогут, Карамайли, Кобе и др.) с големи масиви от дюни и бархани.

### Климат, води
Климатът в равнината е умерен, континентален с горещо и сухо лято и студена и суха зима. Средна януарска температура от -20°С до -25°С, средна юлска – от 20°С до 25°С, с резки денонощни амплитуди. Често явление са силните ветрове. Годишната сума на валежите варира от 150 – 200 mm, до 800 mm в околните планини. Речната мрежа е рядка. Голяма част от реките напояват предимно периферните ѝ райони, където са съсредоточени многочислени оазиси, след което водите им се губят в пустинните пясъци. Най-големите реки са Иртиш и Урунгу на север, Манас на юг и др. Коритата на повечето от тях се напълват с вода само по време на епизодични поройни дъждове. На запад, към където текат повечето от реките в равнината са разположени големите езера Еби Нур, Манас, Улюнгур.

### Растителност, стопанство
Растителната покривка в Джунгарската равнина има пустинен облик и е силно разредена. В пясъчните пустини преобладават саксаула, тамариска, джузгуна, ефедрата, а в солончаковите пустини – солянката (Salsola). На запад са развити сухи степи в съчетание с пелиново-солянкови и пелиново-коилови полупустини. В езерните падини вирее папур и камъш. Голяма част от населението е заето с номадско животновъдство., а в оазисите се развива поливно земеделие – отглежда се пшеница, просо, памук, гаолян.
Наименованието Джунгария е покривало по-обширна територия в миналото според политическия контекст. Получава името си от монголско царство, съществувало в Централна Азия през 17 и 18 век. Съвременното население се състои от казахи, киргизи, монголци, уйгури и хански китайци.